# کلنی‌سازی (زیست‌شناسی)

رشد باکتری‌ها روی سطح یک بیوفیلم

کلنی‌سازی یا تشکیل کلنی (به انگلیسی: Colonisation)، فرآیندی در زیست‌شناسی است که طی آن یک گونه به مناطق جدید گسترش می‌یابد. کلنی‌سازی اغلب به مهاجرت موفقیت‌آمیز اشاره دارد که در آن جمعیتی با مقاومت در برابر انقراض اولیه محلی در یک جامعه ادغام می‌شوند.
یک مدل کلاسیک در جغرافیای زیستی بیان می‌کند که گونه‌ها باید در طول چرخه زندگی (به نام چرخه تاکسون) به کلنی‌سازی در مناطق جدید ادامه دهند تا بتوانند طول عمر داشته باشند. بر این اساس، کلنی‌سازی و انقراض مؤلفه‌های کلیدی جغرافیای زیستی جزیره هستند، نظریه‌ای که کاربردهای زیادی در بوم‌شناسی دارد، مانند فراجمعیت‌ها.